# Câmara de Lobos (freguesia)
Câmara de Lobos es una freguesia portuguesa del concelho de Câmara de Lobos, con 7,62 km² de superficie y 16.842 habitantes (2001). Su densidad de población es de 2 210,2 hab/km².